# Maják Cordouan
Maják Cordouan (francouzsky Phare de Cordouan) se nachází v ústí řeky Gironde u francouzského pobřeží Atlantiku v regionu Nová-Akvitánie. V provozu je od roku 1611, což z něj činí nejdéle sloužící maják ve Francii. Maják je od roku 2011 automatizován, v roce 1862 byl zařazen mezi historické památky a od roku 2021 je zapsán na seznamu světového dědictví UNESCO.

## Poloha
Maják stojí na nevysoké skalnaté plošině zhruba uprostřed ústí řeky Gironde, mezi městy Royan, Vaux-sur-Mer a Pointe de Grave na území obce Verdon-sur-Mer. Od severního i jižního břehu je vzdálen přibližně sedm kilometrů. Administrativně patří maják k obci Verdon-sur-Mer v Médocu. Osvětluje a zabezpečuje dopravu ve dvou průlivech, které umožňují přístup do ústí řeky: ve Velkém západním průlivu, který je v noci označen a vede podél severního pobřeží od majáku Cobre, a v jižním průlivu, který je užší a v noci není označen. Pozemek, na němž byl postaven maják, je součástí přírodního parku Ústí řeky Gironde a Pertuiského moře (Parc Naturel Marin de l'Estuaire de la Gironde et de la Mer des Pertuis).

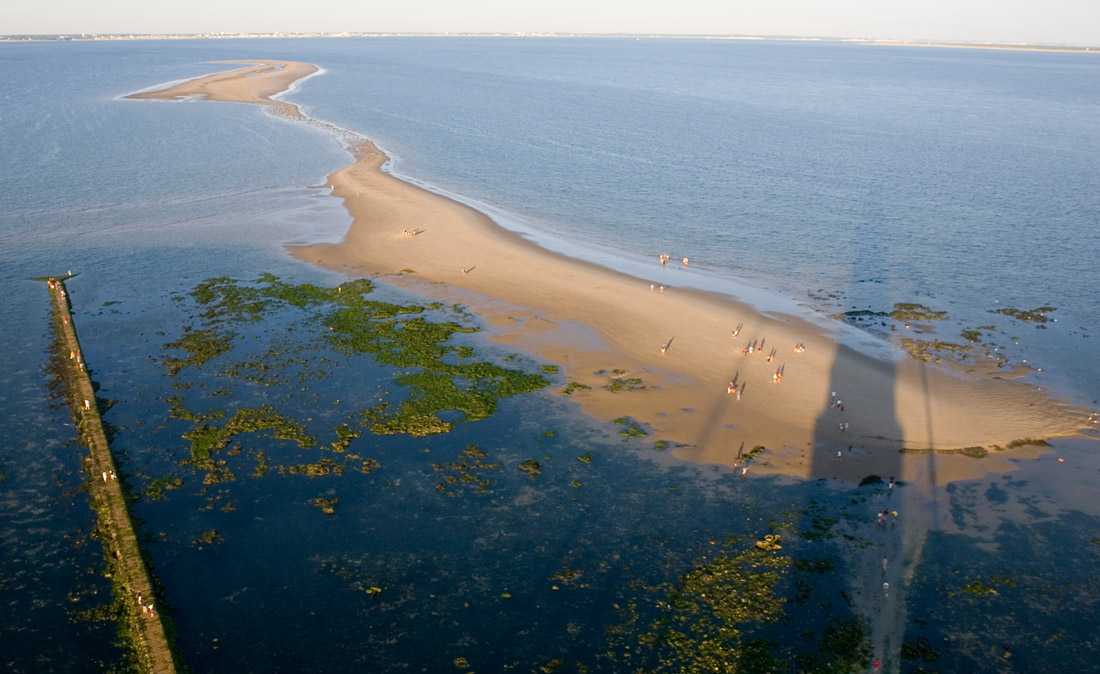
Pohled z vrcholu majáku na severovýchod
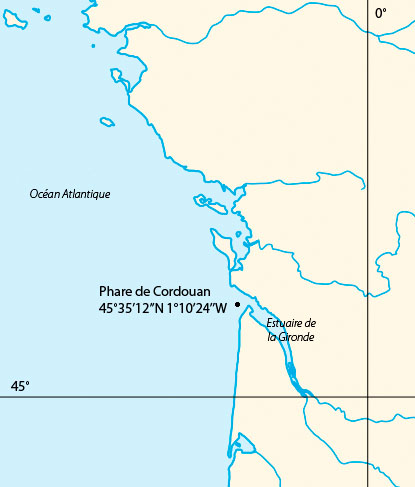
Umístění majáku Cordouan

## Historie
Malé signalizační věže stály na ostrůvku již od roku 880, ale první pořádnou stavbu realizoval až kníže Eduard z Woodstocku známý jako Černý princ, v době kdy byla Akvitánie anglickou provincií. Věž vysoká 16 metrůměla na vrcholu plošinu s ohněm, jako palivo sloužilo dřevo, a obýval ji poustevník. Projíždějící lodě platily za průjezd dva groše – první známý případ placení poplatků za maják. Kromě věže byla na ostrůvku postavena malá kaple. Ve druhé polovině 16. století věž zchátrala a ohrožení plavby ohrožovalo obchod s vínem v Bordeaux. To vedlo ke stavbě současné věže Tour de Cordouan.
První parabolické lampy byly přidány v roce 1782, ale maják byl v té době ve velmi špatném stavu. Námořníci také kritizovali nedostatečnou výšku světla. Bylo třeba provést rozsáhlou rekonstrukci. V letech 1782–1789 je provedl inženýr Joseph Teulère, který navrhl maják zvýšit o 30 metrů a zachovat přízemí a dvě patra ve stylu Ludvíka XVI. Jednoduchost nových pater kontrastovala s bohatostí spodních pater, která si zachovala renesanční výzdobu.
V roce 1790, po zvýšení majáku na 60 metrů, zkonstruoval Teulère první otočné osvětlovací zařízení. Tvořily jej Argandovy lampy otáčené hodinovým strojem, který sestrojil hodinář Mulotin z Dieppe. Palivem byla směs velrybího, olivového a řepkového oleje.
V roce 1823 byl v Cordouanu instalován první otočný systém Fresnelových čoček, vynález Augustina-Jeana Fresnela. V ohniskové rovině přístroje byly umístěny tři soustředné lampové knoty, napájené řepkovým olejem pomocí sacího a silového čerpadla. V roce 1855 byl přístroj restaurován a v roce 1862 se stal historickou památkou, současně s katedrálou Notre-Dame de Paris. Původní Fresnelova čočka byla v roce 1854 při rekonstrukci věže nahrazena současnou Fresnelovou čočkou prvního řádu s ohniskovou vzdáleností 0,92 m.
V roce 1907 bylo světlo přestavěno na kapalný zemní plyn a v roce 1948 na elektřinu, kdy byla použita lampa o výkonu 6 000 W. V roce 1984 byla lampa nahrazena xenonovou výbojkou o výkonu 450 W, která však nebyla úspěšná, a o tři roky později byla instalována halogenová výbojka a otočný systém byl vyřazen z provozu. V roce 2006 byl maják plně automatizován, ačkoli minimálně dva strážci majáku jsou zde stále zaměstnáni. Na rozdíl od jiných majáků bylo totiž udržování dalšího provozu v Cordouanu považováno za nezbytné pro zachování tohoto obzvláště starého a historického majáku, a také pro provádění návštěvníků. Poslední dva státní zaměstnanci – tradiční strážci – odešli v roce 2012 a nahradili je členové místního sdružení SMIDDEST. Cordouan je tak posledním obydleným majákem ve Francii poté, co v srpnu 2019 odešel poslední strážce majáku Cap Fréhel.
Jeho činnost je sledována z centra služby majáků ve Verdon-sur-Mer.
Maják je od roku 1862 zapsán na seznamu památek (monument historique) a je zapsán v Base Mérimée francouzského ministerstva kultury pod č. PA00083858 a č. IA33001224. V letních měsících jej lze navštívit z Le Verdon-sur-Mer, Royanu a Meschers-sur-Gironde.
Od 1. února 2002 byl maják na předběžném seznamu kandidátů na světové dědictví. V roce 2021 byl zapsán na seznam světového dědictví UNESCO, protože je podle Výboru světového dědictví UNESCO mistrovským dílem umění, řemesla a technologie.

## Původ jména
Ostrůvek Cordouan, dnes písečný břeh bez vegetace, který se obnažuje při odlivu, se objevuje na několika mapách z let 1313, 1436 a 1550 pod názvem Cordam. V kosmografii vydané v roce 1545 Jehanem Allonfonscem a Paulinem Secalartem se objevil pod názvem Ricordame (latinsky pamatovat). Jedná se o první písemnou zmínku o věži s ohněm na vrcholu. V roce 1570 se Guillaume Postel ve svém díle La vraye et entière description du royaume de France (Pravdivý a úplný popis Francouzského království) zmiňuje o věži s názvem Tour de Corben.
O existenci středověké osady na ostrově existuje několik na sobě nezávislých legend a historických údajů. Henri Lancelot Voisin, hrabě z Popelinieru, popsal svou návštěvu Cordouanu v roce 1591 a uvedl, že podle místních obyvatel býval ostrov spojen s pobřežím a měl místní název Lateran nebo Medina (arabsky vesnice). Půda se časem propadla. Obyvatelé regionu tvrdí, že kameny z ruin vesnice použili na stavbu několika domů v pobřežním městě Soulac-sur-Mer. Na druhou stranu se traduje, že středověcí muslimští obchodníci z Córdoby (francouzsky Cordoue) požádali o instalaci prvního majáku, aby se vyhnuli častým nehodám v tehdejším ústí řeky Gironde, nebo že se sami usadili na ostrově, kde pak postavili strážní věž k navádění svých lodí.
Ostrov Cordouan se nachází v srdci (latinsky cor) písečných lavic Asnes, které se objevují na řadě map. Spojení slov cor a Asnes vysvětluje vznik toponyma Cordan, které se v průběhu staletí se změnilo na Cordouan, což je podobné toponymu Ricordane – místo, kde je třeba pamatovat na opatrnost.

## Popis
Maják je bílá kamenná zužující válcová věž se třemi ochozy a lucernou 67,5 metrů vysoká a její válcová základna má průměr 16 m. Věž stojí na kruhovém bastionu o průměru 41 m a výšce 8,50 m. K majáku vede kamenné molo dlouhé 260 m, které slouží k zásobování a je přístupné v době odlivu. Zdroj světla se nachází v šestém patře ve výšce 60 metrů. Světelným zdrojem je vysokotlaká výbojka o výkonu 250 wattů a má dosah 22 námořních mil pro bílé světlo a 18 nm pro červené a zelené světlo. Z mola se vstupuje schody přes poternu na nádvoří a do přízemí majáku. V přízemí se nachází schodiště k lucerně a vstupní hala se vstupy do čtyř místností. V hale po obou stranách se nachází dvě fontány s bronzovými lvími hlavami. Z těchto fontán teče dešťová voda, která byla zachycena na majáku do dvou nádrží o objemu 12 m².
V prvním patře je velká místnost tzv. královský apartmán (Appartement du roi). Stavba, kterou Francouzi nazývají Král majáků – Maják králů (le roi des phares et le phare des rois), se těšila velkým sympatiím mnoha králů. Na samotném majáku však žádný z francouzských panovníků nikdy nebyl. Místnost byla vybavena až v roce 1664 Colbertem, ministrem Ludvíka XIV. Je to klenutá místnost se skutečným krbem, dlážděná šedým mramorem ze Sainte-Anne a černým mramorem z Belgique a je zdobená pilastry s monogramy Ludvíka XIV. a královny Marie Terezy.
Ve druhém patře se nachází kaple s klenutým stropem prolomeným osmi bohatě zdobenými poli. Je vydlážděna stejným mramorem jako královská apartmá a pokoj girondinů, zdobená pilastry a sochami a okny s vitrážemi. Kaple, která patří k farnosti Le Verdon, se často využívá ke svatebním obřadům. Tato tři patra se nacházejí v nejstarší části věže, která pochází z roku 1611.
Ve třetím patře je místnost Girondinů, je to první místnost, která vznikla prodloužením věže v roce 1789, dlážděná šedým mramorem ze Sainte-Anne a černým belgickým mramorem. Jedná se o první patro, které je výsledkem prací na zvýšení majáku provedených Josephem Teulèrem a z něhož je vidět složitá architektura věže a široké schodiště vedoucí k lucerně. Při pohledu vzhůru schodiště a jednotlivá patra vytvářejí profil v podobě srdce.
Čtvrté patro slouží jako odpočívadlo a je známé jako místnost s protizávažím. Páté patro je rovněž odpočívadlo, kde se nachází kladka používaná ke zvedání paliva přes kruhové otvory o průměru asi jednoho metru umístěných uprostřed každého patra. Tato místnost se nazývá lampárna. Mezi pátým a šestým patrem je strážní místnost neboli salle des veilleilles s dubovými parketami, která bývala vybavena dvěma lůžky s výklenky pro potřeby strážných.  V šestém podlaží se nachází lucerna.

## Přístup
Přístup je prakticky možný (až na výjimky) pouze za odlivu přes poternu. K ní vede kamenné molo, které je v této době odkryté. Vstup  se při vysoké hladině moře uzavírá dvoukřídlými masivními dubovými dveřmi, které se pohybují na bronzových čepech. Návštěvníci vystupují z lodí v určité vzdálenosti od písečné lavice a přesedají do malých kánoí s plochým dnem (jako velrybářské čluny s vesly), které mohou najet na písečnou lavici na straně dlážděné vozovky. Po zdolání asi 25 schodů před a za poternou (7 a 18) vstoupí návštěvníci na vnitřní nádvoří, které je obklopeno ubikacemi strážců, strojovnami a společenskými prostory.

## Data
- Charakteristika světla: Oc (2+1) W R G 12s, v sektorech W R G, (W 014°–126°)[20]
- Výška věže: 67,5 m[18]
- Výška světelného zdroje: 60 m n. m.
- Optika: Fresnelova čočka prvního řádu
- Stavební materiál: opracované vápencové kvádry
- Dosvit: 22 nm pro bílé světlo, 18 nm pro červené a zelené
- Elektrifikace: 1948
- Zdroj světla: HM 250 W
- Automatizace: 2006
- Počet pater: 6
- Počet schodů k lucerně: 311[10]

### Označení:[4]
- ARLHS: FRA-007 [21]
- Admiralty: D1300
- NGA: 1480[20]
- Marine Traffic: 1000006675[22]

### Památka
- Památka od roku 1862
- Památka UNESCO od roku 2021[1]
- Kritéria: (i), (iv)
- Číslo reference: 1625[1]

## Galerie

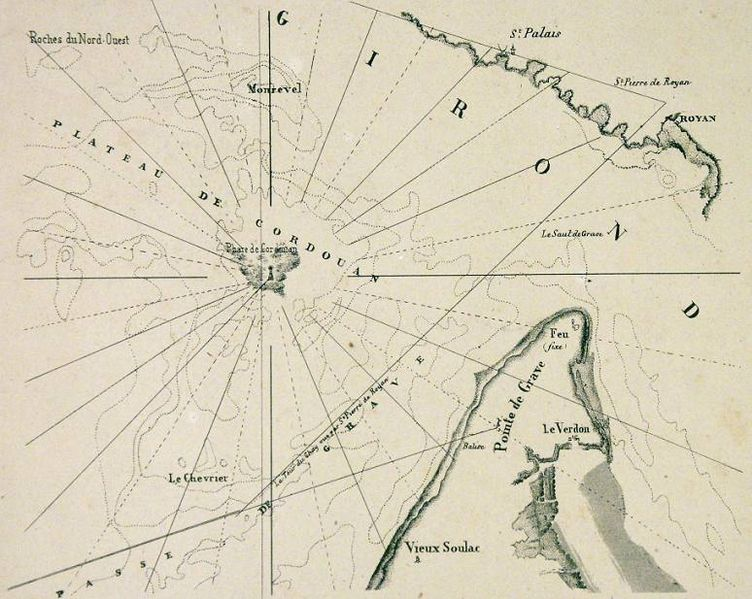
Mapa zobrazující polohu skalní plošiny Cordouan v 17. století u ústí řeky Gironde
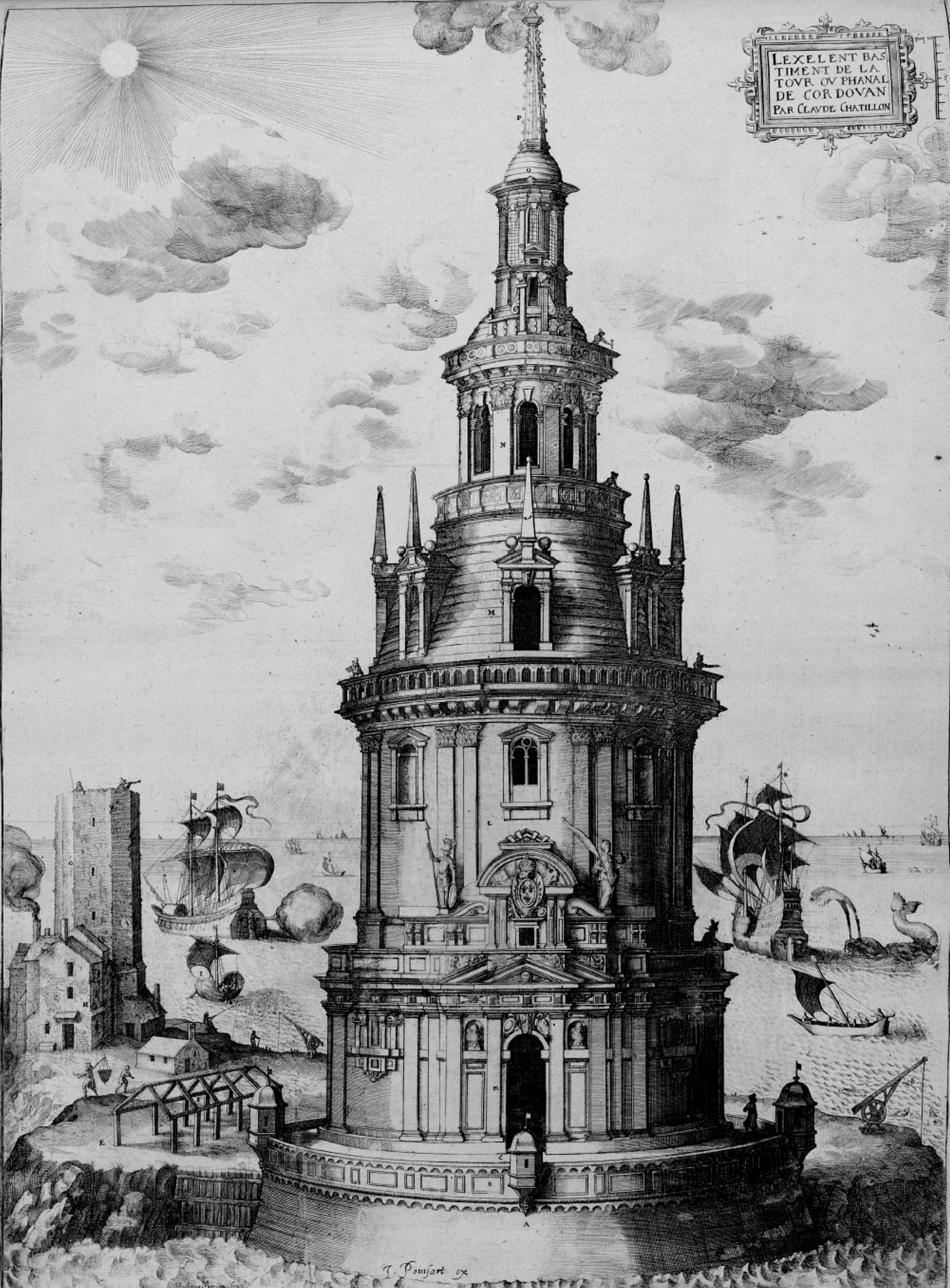
Maják ze 17. století od Clauda Chastillona, vlevo věž Černého prince a přilehlá kaple
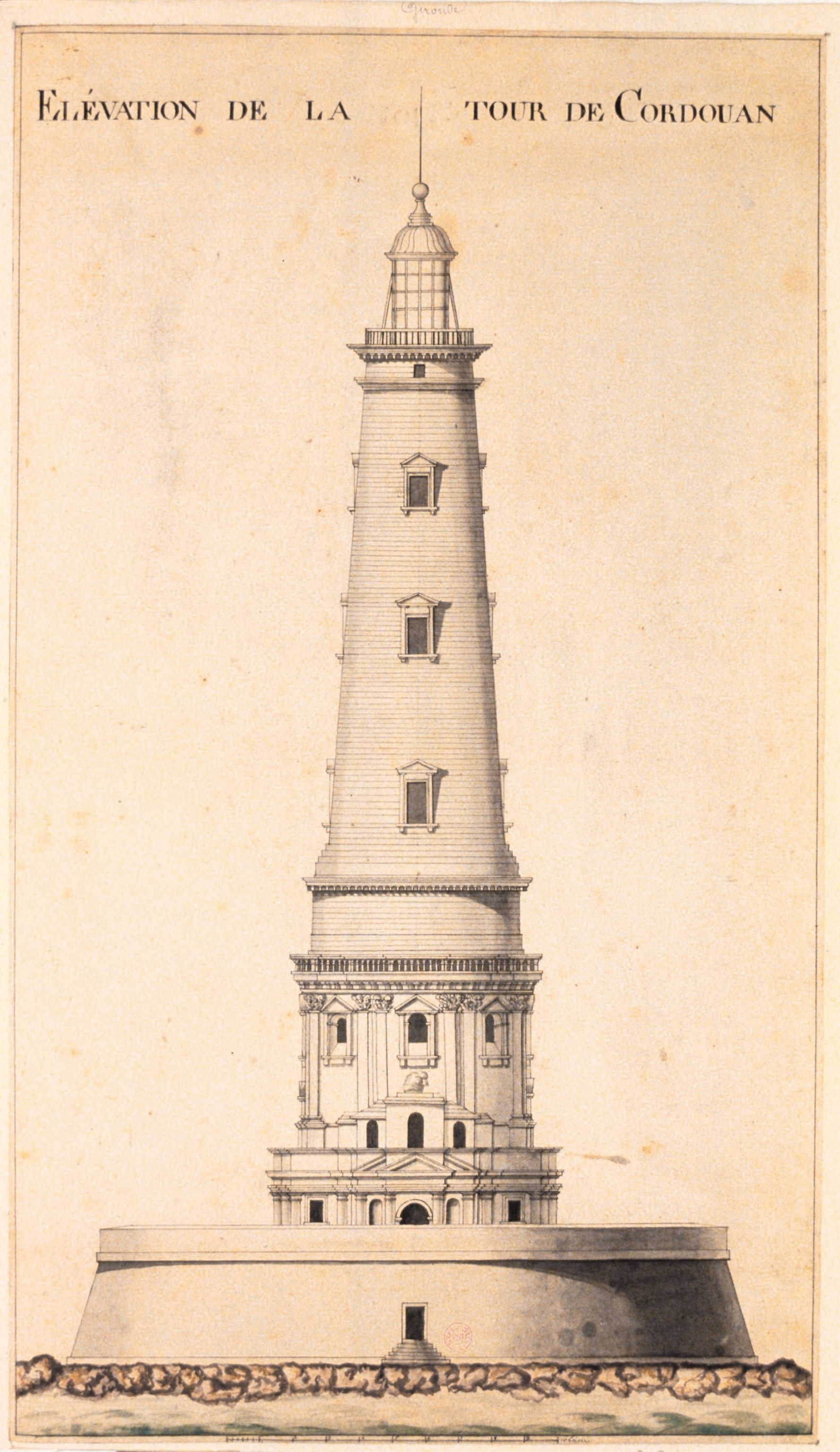
Vyobrazení majáku v 18. století
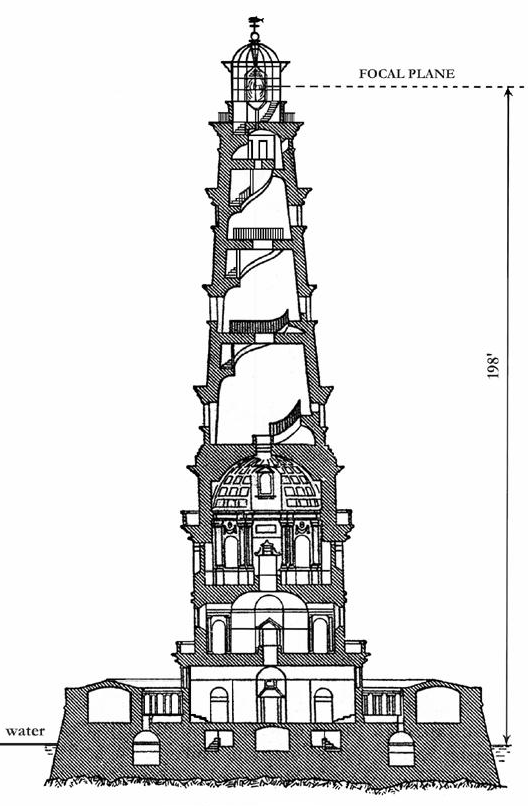
Architektonický nákres cordouanského majáku zvýšeného v roce 1790
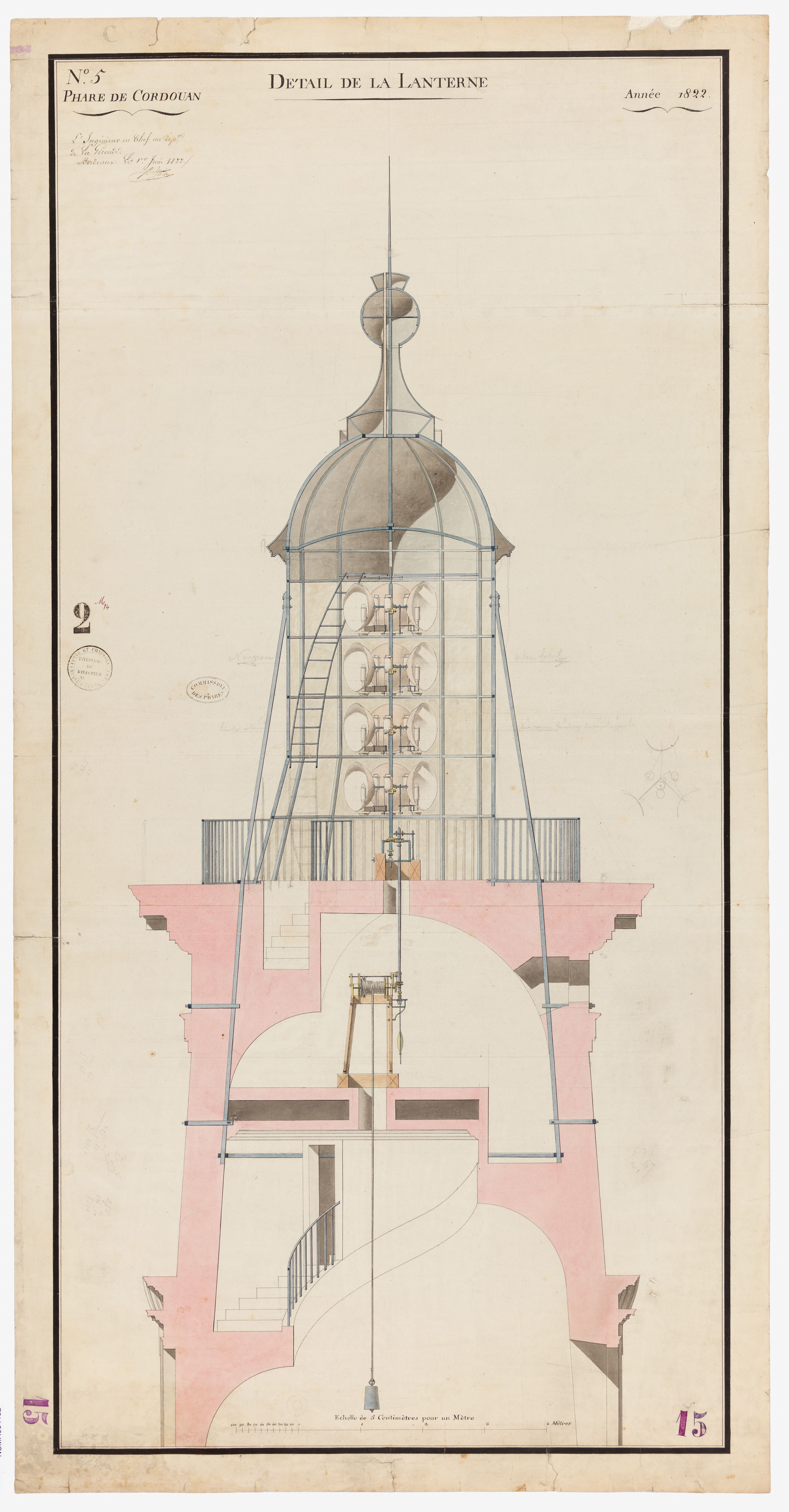
Maják Cordouan. Detail lucerny (1822)
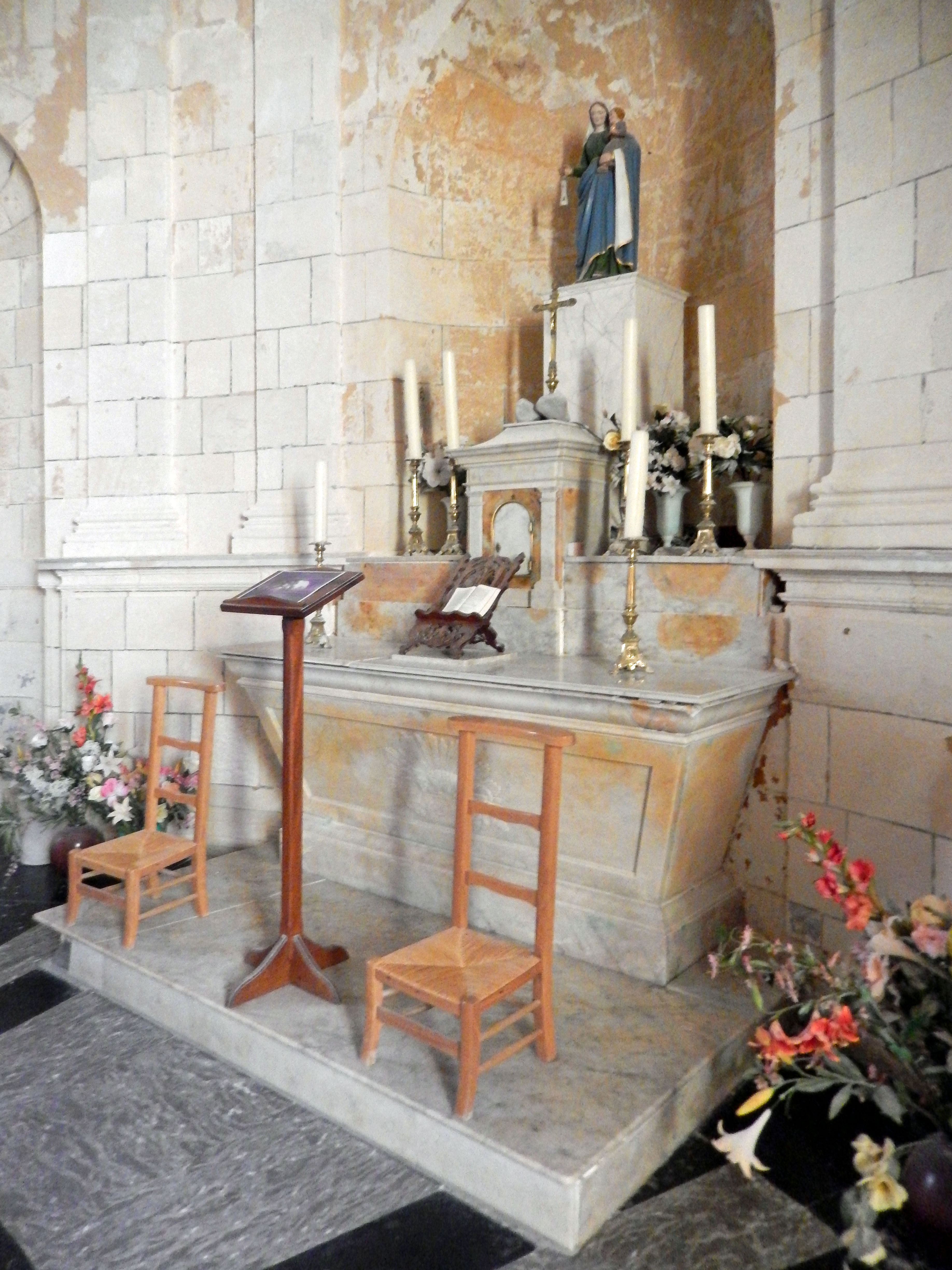
Oltář v kapli
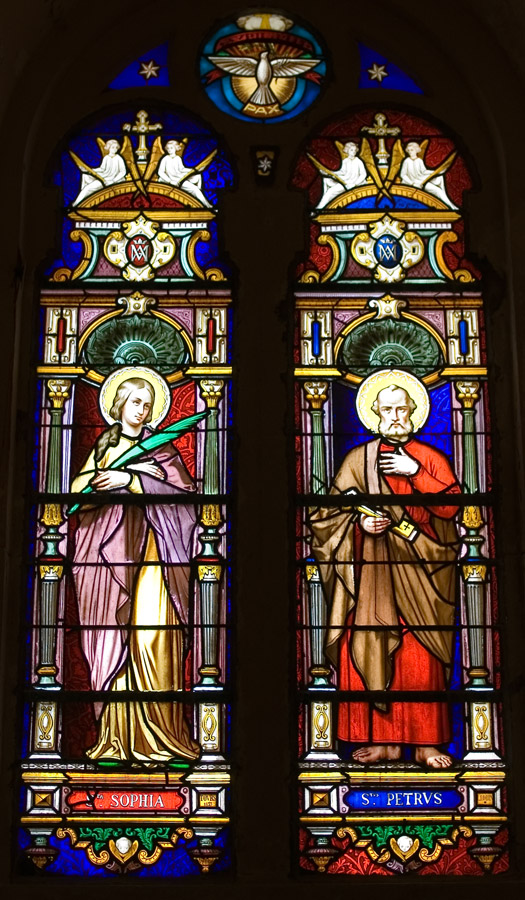
Vitráže v kapli
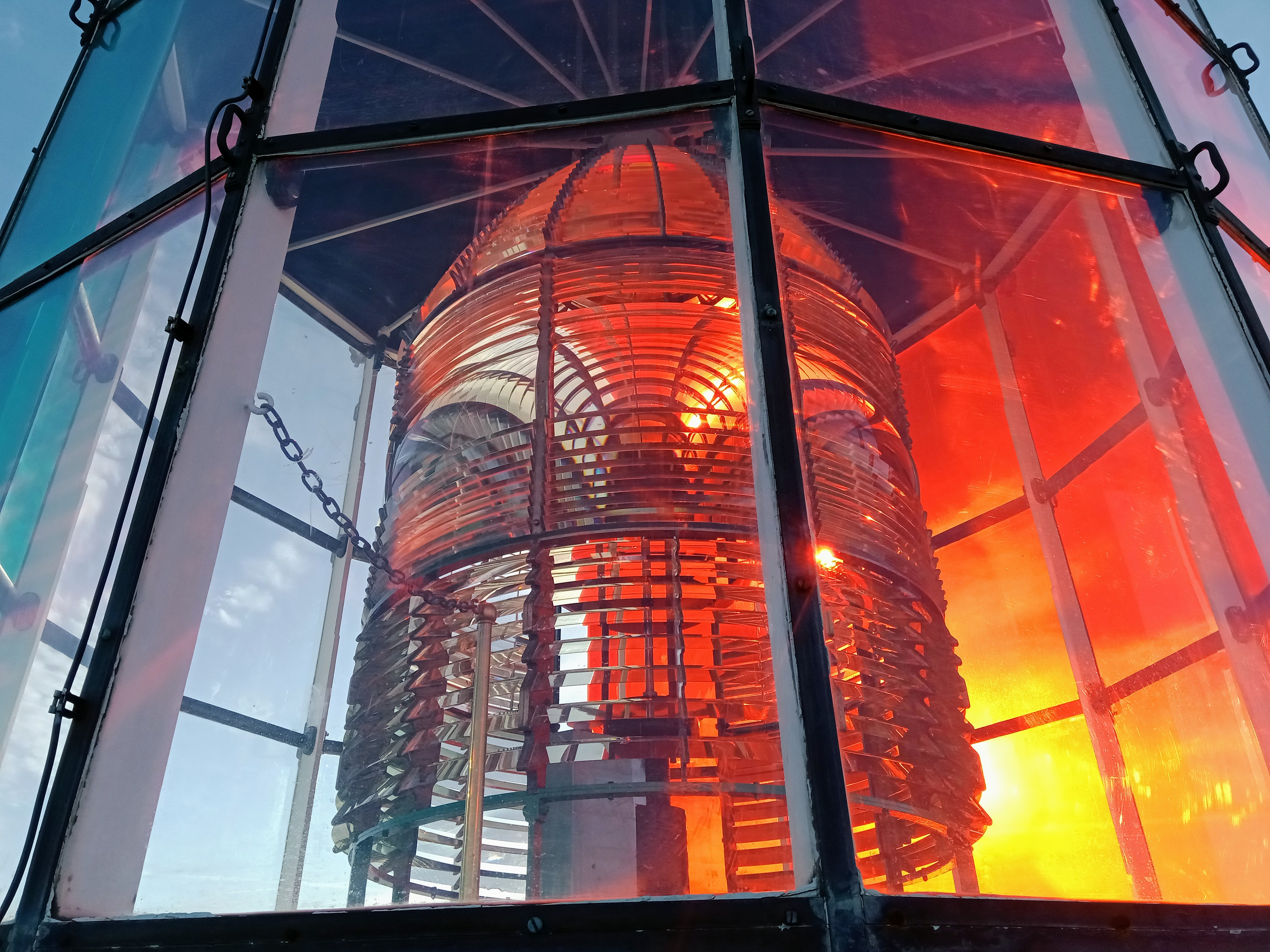
Fresnelova čočka
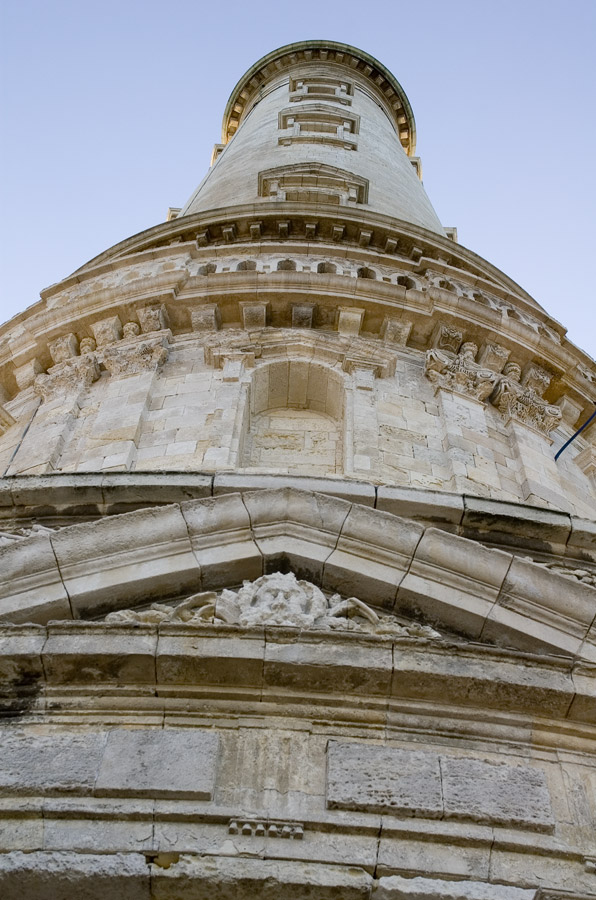
Pohled na maják od vchodu do budovy
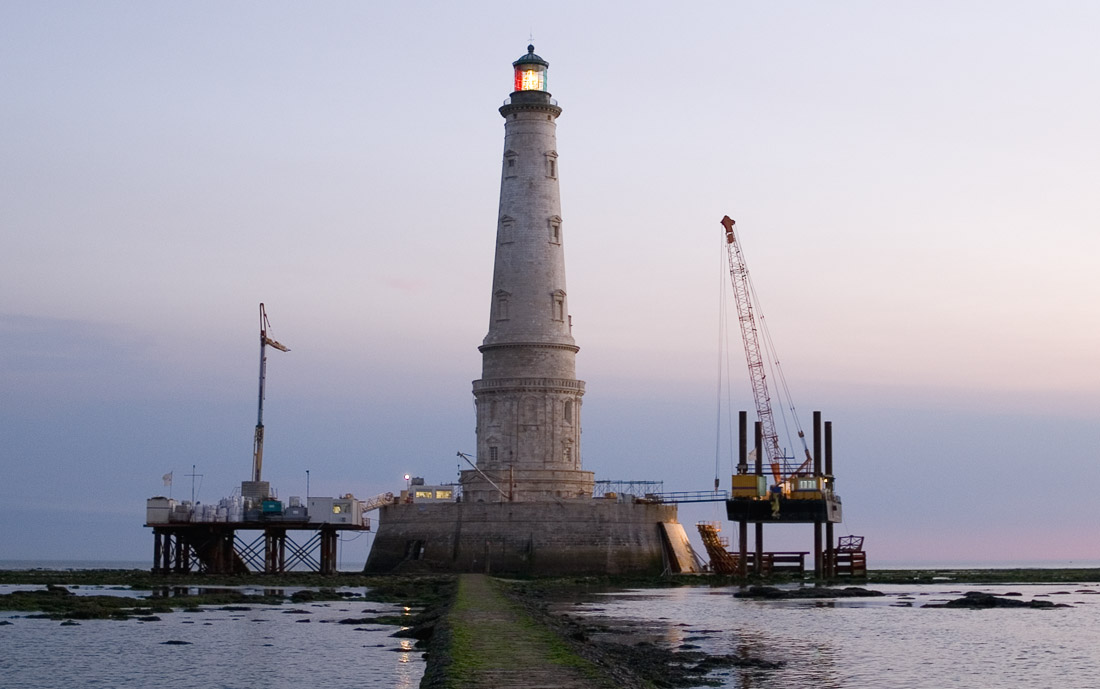
Maják Cordouan během prací prováděných v roce 2005